# Eleccions municipals de València de 1922
Les eleccions municipals de València de 1922 van ser unes eleccions municipals dins de les eleccions municipals espanyoles de 1922 durant el període històric de la restauració borbònica. Es van celebrar el 5 de febrer de 1922. Van ser les darreres eleccions municipals abans del colp d'estat del general Primo de Rivera. La participació fou de 33.270 vots, un lleuger augment respecte als passats comicis de 1920.
El govern municipal, encapçalat fins aleshores pels republicans autonomistes de Ricardo Samper va canviar de signe amb un pacte entre els conservadors, liberals, catòlics i carlistes que feren alcalde al conservador José María Albors Brocal tot i haver sigut els candidats republicans els més votats i nombrosos al consistori.

## Resultats[3]
Els candidats en negreta són els electes.
| Distrcte     | Participació | Candidats i vots                  | Candidats i vots |
| CENTRE       | 2.600        | Juan Barral (PURA)                | 1.078            |
| CENTRE       | 2.600        | Enrique Cardona (CT-Jaum)         | 898              |
| CENTRE       | 2.600        | Enrique Sanchis (PL-Alb)          | 624              |
| AUDIÈNCIA    | 2.531        | Francisco Capuz (PURA)            | 1.153            |
| AUDIÈNCIA    | 2.531        | Enrique Adrién (CT-Jaum)          | 695              |
| AUDIÈNCIA    | 2.531        | Ricardo Ibáñez Sánchez (PC-Cier)  | 683              |
| UNIVERSITAT  | ???          | Soler (PURA)                      | ???              |
| UNIVERSITAT  | ???          | Oller (Lliga Catòlica)            | ???              |
| TEATRE       | 2.806        | Francisco Juliá (PL-Rom)          | 875              |
| TEATRE       | 2.806        | Eduardo Puchades (PURA)           | 685              |
| TEATRE       | 2.806        | Buenaventura Guillén Engo (PL-Al) | 663              |
| TEATRE       | 2.806        | Maximilià Thous i Orts (UVR)      | 493              |
| TEATRE       | 2.806        | Francisco Cuñat (PL-Rom)          | 90               |
| HOSPITAL     | 5.176        | Jaime Llorca (PL-Alb)             | 1.554            |
| HOSPITAL     | 5.176        | Darío Marcos (PURA)               | 1.323            |
| HOSPITAL     | 5.176        | Salvador Romero (PURA)            | 1.087            |
| HOSPITAL     | 5.176        | Luis Bas (PC)                     | 963              |
| HOSPITAL     | 5.176        | José Antonio Villanueva (PL-Rom)  | 249              |
| MISERICÒRDIA | 3.686        | Rafael Alabarda (PURA)            | 1.423            |
| MISERICÒRDIA | 3.686        | Modesto Mateu (PC)                | 1.326            |
| MISERICÒRDIA | 3.686        | Félix León (PC-Cier)              | 937              |
| MUSEU        | 3.402        | Ramón Llosá (PURA)                | 1.905            |
| MUSEU        | 3.402        | Vicente Viguer (CT-Mell)          | 1.497            |
| RUSSAFA      | 5.093        | Luis Tomás Palau (PURA)           | 2.500            |
| RUSSAFA      | 5.093        | Vicente Chirivella (PL-Alb)       | 2.270            |
| RUSSAFA      | 5.093        | José Romero (PC)                  | 323              |
| VEGA         | 11.006       | Joaquín Sandalinas (PURA)         | 1.849            |
| VEGA         | 11.006       | Eleuterio Estellés (PURA)         | 1.813            |
| VEGA         | 11.006       | Eduardo Bellver (PURA)            | 1.759            |
| VEGA         | 11.006       | Juan Bautista Martí (PC)          | 1.502            |
| VEGA         | 11.006       | Ramón Cuenca (CT)                 | 1.438            |
| VEGA         | 11.006       | Miguel Pérez (CT-Jaum)            | 1.303            |
| VEGA         | 11.006       | Luis Buixareu (PL-Alb)            | 924              |
| VEGA         | 11.006       | Joaquín Vilanova (PL-Rom)         | 418              |
| PORT         | 5.900        | Manuel García Cabañes (PL-Alb)    | 1.451            |
| PORT         | 5.900        | Juan Bautista Brau (Rep. Ind)     | 1.215            |
| PORT         | 5.900        | Vicente San Vicente (Rep. Ind)    | 895              |
| PORT         | 5.900        | Antonio Ferrer Peset (PURA)       | 888              |
| PORT         | 5.900        | Francisco Lluch (PURA)            | 754              |
| PORT         | 5.900        | Vicente Pallás (PL-Rom)           | 697              |